# Општина Вранско
Општина Вранско (словен. Vransko) је једна од општина Савињске регије у држави Словенији. Седиште општине је истоимено насеље Вранско.

## Природне одлике
Рељеф: Општина Вранско налази се у средишњем делу Словеније, у крајње југозапдном делу покрајине Штајерска. Општина обухвата крајње западни део Цељске котлине. Средишњи део општине је долина речице Матнишнице. Северно од долине пружа се планина Страдовник, а јужно Посавско Хрибовје.
Клима: У нижем делу општини влада умерено континентална клима, а у вишем њена оштрија, планинска варијанта.
Воде: Најважнији водоток у општини је речица Матнишница. Сви остали водотоци су мали и њене су притоке.

## Становништво
Општина Вранско је ретко насељена.

## Насеља општине
| - Броде - Волога - Вранско - Захомце - Зајасовник - Запланина - Јероним - Лимовце | - Лочица при Вранскем - Прапрече - Прекопа - Село при Вранскем - Стопник - Тешова - Чепље - Чрета |  |